# Belgique au Concours Eurovision de la chanson 1998
La Belgique a participé au Concours Eurovision de la chanson 1998 le 9 mai à Birmingham (Angleterre), au Royaume-Uni. C'est la 41e participation belge au Concours Eurovision de la chanson.
Le pays est représenté par la chanteuse Mélanie Cohl et la chanson Dis oui, sélectionnées par la RTBF au moyen d'une finale nationale.

## Sélection

### Finale nationale 1998
Le radiodiffuseur belge pour les émissions francophones, la Radio-télévision belge de la Communauté française (RTBF), organise une finale nationale pour sélectionner l'artiste et la chanson représentant la Belgique au Concours Eurovision de la chanson 1998.

#### Finale
La finale belge, présentée par Jean-Pierre Hautier, a lieu le 13 mars 1998 aux studios de la RTBF à Bruxelles.
Dix artistes et leurs chansons respectives ont participé à la sélection. Les chansons sont toutes interprétées en français, l'une des trois langues officielles de la Belgique. 
| Ordre | Artiste                 | Chanson                     | Points | Place |
| ----- | ----------------------- | --------------------------- | ------ | ----- |
| 1     | Alexis                  | Rien qu'une passagère       | 2 661  | 5     |
| 2     | Betty                   | Ferme la porte à tes larmes | 1 761  | 7     |
| 3     | Valérie Buggea          | Dans quel monde             | 1 131  | 10    |
| 4     | Curt Close              | Ton image                   | 2 503  | 6     |
| 5     | Mélanie Cohl            | Dis oui                     | 15 424 | 1     |
| 6     | Alain Colard et Sabrine | Pour t'entendre encore      | 2 700  | 4     |
| 7     | Maira                   | Ma séduction                | 1 217  | 9     |
| 8     | Les Mas                 | Ils sont là                 | 11 021 | 2     |
| 9     | Dida Robbert            | Tant besoin de toi          | 1 227  | 8     |
| 10    | Manon Selyn             | Tu es libre                 | 4 831  | 3     |

Lors de cette sélection, c'est la chanson Dis oui, écrite et composée par Philippe Swan et interprétée par Mélanie Cohl, qui fut choisie. C'est la première fois depuis 1980 que l'artiste n'est pas accompagné d'un chef d'orchestre à l'Eurovision avant que l'orchestre fut supprimé à partir de 1999.

## À l'Eurovision

### Points attribués par la Belgique
| 12 points | Pays-Bas    |
| 10 points | Israël      |
| 8 points  | Malte       |
| 7 points  | Allemagne   |
| 6 points  | Royaume-Uni |
| 5 points  | Croatie     |
| 4 points  | Norvège     |
| 3 points  | Espagne     |
| 2 points  | Chypre      |
| 1 point   | Portugal    |

### Points attribués à la Belgique
| 12 points | 10 points                    | 8 points          | 7 points                                                         | 6 points                                  |
| --------- | ---------------------------- | ----------------- | ---------------------------------------------------------------- | ----------------------------------------- |
| - Pologne | - Pays-Bas                   | - Portugal        | - Espagne - France - Irlande - Norvège - Royaume-Uni - Slovaquie | - Chypre - Estonie - Macédoine - Slovénie |
| 5 points  | 4 points                     | 3 points          | 2 points                                                         | 1 point                                   |
| - Israël  | - Allemagne - Grèce - Suisse | - Hongrie - Malte | - Suède                                                          | - Turquie                                 |

Mélanie Cohl interprète Dis oui en 20e position lors de la soirée du concours, suivant la Suède et précédant la Finlande.
Au terme du vote final, la Belgique termine 6e sur les 25 pays participants, ayant reçu 122 points au total de la part de 21 pays,.